# Цихисели, Георгий Отарович
Гео́ргий Ота́рович Цихисе́ли (1 мая 1977, Тбилиси) — российский и американский журналист, радио-, и телеведущий грузинского происхождения, бывший главный редактор и вице-президент международного спутникового телеканала RTVi.

## Биография
Георгий Цихисели родился в 1977 году в Тбилиси. C 1979 года проживал вместе с матерью в Москве. В 1984 году пошел в школу № 890, где с начальных классов проявлял склонность к гуманитарным наукам, в частности к литературе. Был победителем многочисленных школьных Олимпиад по литературе. В 1992 году занял 2-е место в Московской Городской Олимпиаде юных интеллектуалов. Окончил Государственную академию управления по специальности «Национальная экономика».

### Работа на радио
В июле 1994 года в качестве внештатного корреспондента начал работу на Радио Maximum. В течение полугода добился выдающихся успехов, за что получил штатную должность ведущего новостей выходного дня.
В 1995 году перешёл на Радио 101, сначала в качестве ведущего рубрики «Пресс Обзор», затем в качестве ведущего информационных программ. Проработав год, получил приглашение на радиостанцию Ностальжи, где в течение двух лет (1996—1998) был одним из ключевых ведущих новостей. В 1998 году был приглашён на радио «Максимум» вести новости в рамках Утреннего Шоу «Взлетная Полоса». В этом качестве в 2001 году получил Национальную премию им. Попова в номинации «Лучший Информационный Ведущий».
В 2001 году — на радио Европа Плюс, заместитель директора новостей и ведущий утреннего шоу «Европейская Зорька». В составе «Европейской Зорьки» в 2002 году стал лауреатом Национальной Премии «Радиомания» в номинации «Лучшее радиошоу». Был ведущим радиошоу «Европейские каникулы».

### Работа на телевидении
С 1996 года — корреспондент, ведущий телеканала «Российские университеты», автор и ведущий программы «Ровесник» (совместный проект Службы Информационного Вещания и журнала «Ровесник»).
В 1997—1998 годах — корреспондент, ведущий информационных программ канала ТВ-6 Москва. В возрасте 20 лет стал самым молодым ведущим новостей в истории национального телевидения в России.
В 2000—2001 годах работал шеф-редактором ночного выпуска программы «Вести» на канале РТР, а также новостей на канале ТНТ, которые были созданы после разгона команды НТВ в 2001 году. С 2001 по 2002 год — главный выпускающий редактор Службы информации телекомпании ТВ-6.
С 2002 года — шеф-редактор московского бюро международного спутникового телеканала RTVi, с ноября 2003 года — информационный ведущий, главный редактор, вице-президент RTVi в штаб-квартире телеканала в Нью-Йорке. Автор и ведущий еженедельной аналитической программы «Эхо недели», а также информационных программ канала RTVi. Проработал на канале RTVi до мая 2012 года.
В 2003 году получил приз зрительских симпатий «Человек года» (вручается журналом Russian TV Guide).
В 2006 году был единственным русскоязычным журналистом, который входил в состав журналистских делегаций, сопровождавших Президента США Джорджа Буша-младшего.

## Политическая деятельность
С 2003 года активно вовлечён в политическую жизнь Грузии. За поддержку «Революции Роз» Указом Президента Саакашвили ему было присвоено почётное гражданство Грузии. Однако, с 2007 года Цихисели выражал открытую поддержку таким деятелям оппозиции, как Нино Бурджанадзе, Бадри Патаркацишвили, Ираклий Аласания, Бидзина Иванишвили. В 2007 году написал на имя Михаила Саакашвили «открытое письмо», в котором призвал президента Грузии уйти в отставку. В 2010 году подал заявку на участие в конкурсе на замещение должности Директора Общественного Вещателя Грузии, но позднее был снят с конкурса.

## Личная жизнь
Женат на Светлане Голубевой, дочери губернатора Ростовской области России Василия Голубева. Есть сын.